# Asystel Volley 2009-2010
Questa voce raccoglie le informazioni riguardanti l'Asystel Volley nelle competizioni ufficiali della stagione 2009-2010.

## Stagione
La stagione 2009-2010 è per l'Asystel Volley di Novara la settimana consecutiva in Serie A1; rispetto alla passata annata la formazione viene in parte rimaneggiata: in panchina viene confermato Luciano Pedullà, sostituito a stagione in corso dal suo secondo Marco Paglialunga, partono alcune bandiere come Sara Anzanello, Paola Cardullo, Feng Kun e Nataša Osmokrović, ma vengono acquistate altrettanti giocatrici di calibro internazionale come Jenny Barazza, Logan Tom, Manon Flier e Irina Kirillova, a cui viene affiancata a metà stagione Kim Staelens, la quale però lascia la squadra dopo poco più di un mese annunciando la sua gravidanza.
La stagione si apre con la sfida di Supercoppa italiana contro la Robursport Volley Pesaro, avendo ottenuto la qualificazione grazie al raggiungimento della finale sia in Coppa Italia, che in campionato nella stagione precedente: la gara si conclude con la vittoria al quinto set per la formazione marchigiana.
Il campionato inizia con una sconfitta contro la neopromossa Robur Tiboni Urbino Volley: a questa seguono tre vittorie, di cui due al tie-break, e poi un alternarsi di successi e di sconfitte; al termine del girone d'andata l'Asystel Volley si classifica al settimo posto, risultato utile per accedere alla Coppa Italia. Il girone di ritorno è invece alquanto negativo, caratterizzato all'inizio da tre vittorie consecutive per poi terminare con sette sconfitte di seguito, interrotte solo dal 3-1 imposto alla Spes Volley Conegliano: la squadra di Novara conclude la regular season all'ottavo posto, qualificandosi per i play-off scudetto. Negli ottavi di finale, in due gare, supera il Florens Volley Castellana Grotte, mentre nei quarti di finale la sfida è contro la formazione di Pesaro, la quale però, in tre gare, vince la serie, estromettendo l'Asystel Volley dalla corsa allo scudetto.
Nei quarti di finale di Coppa Italia il club di Novara incontra il Gruppo Sportivo Oratorio Pallavolo Femminile Villa Cortese, che vince sia la gara di andata che quella di ritorno, eliminandolo.
Il secondo posto in regular season ed il raggiungimento della finale scudetto nella stagione 2008-09 consente all'Asystel Volley di qualificarsi per la Champions League 2009-10: nella fase a gironi, con quattro vittorie su sei gare disputate, chiude il proprio gruppo al primo posto. L'avventura nella massima competizione europea continua superando nelle gare ad eliminazione diretta prima il Miejski Klub Sportowy Dąbrowa Górnicza e poi il VakıfBank Spor Kulübü, raggiungendo la Final Four di Cannes: in semifinale il club piemontese viene sconfitto per 3-1 dal Volley Bergamo e nella finale per il terzo posto perde contro le padrone di casa del Racing Club de Cannes per 3-0.

## Organigramma societario
Area direttiva
- Presidente: Antonio Caserta

Area tecnica
- Allenatore: Luciano Pedullà (fino al 23 febbraio 2010), Marco Paglialunga (dal 23 febbraio 2010)
- Allenatore in seconda: Marco Paglialunga (fino 23 febbraio 2010), Edoardo Matella (dal 25 febbraio 2010)
- Scout man: Andrea Biasioli

Area comunicazione
- Ufficio stampa: Laura Venturini

Area sanitaria
- Medico: Stefania Valenza
- Preparatore atletico: Alessandro Orlando
- Fisioterapista: Sara Benecchi

## Rosa
| N° | Nome                | Ruolo | Data di nascita   | Nazionalità sportiva |
| -- | ------------------- | ----- | ----------------- | -------------------- |
| 1  | Kim Staelens        | P     | 7 gennaio 1982    | Paesi Bassi          |
| 3  | Valeria Rosso       | S     | 24 ottobre 1981   | Italia               |
| 5  | Paola Paggi         | C     | 6 dicembre 1976   | Italia               |
| 6  | Anna Podolec        | S/O   | 30 ottobre 1985   | Polonia              |
| 7  | Cristina Barcellini | S     | 20 novembre 1986  | Italia               |
| 8  | Jenny Barazza       | C     | 24 luglio 1981    | Italia               |
| 9  | Irina Kirillova     | P     | 15 maggio 1965    | Russia               |
| 10 | Carolina Zardo      | L     | 16 novembre 1992  | Italia               |
| 11 | Chiara Scarabelli   | S     | 8 settembre 1993  | Italia               |
| 12 | Manon Flier         | S/O   | 8 febbraio 1984   | Paesi Bassi          |
| 12 | Chiara Lapi         | C     | 3 marzo 1991      | Italia               |
| 13 | Immacolata Sirressi | L     | 19 maggio 1990    | Italia               |
| 14 | Margareta Kozuch    | S/O   | 30 ottobre 1986   | Germania             |
| 15 | Logan Tom           | S     | 25 maggio 1981    | Stati Uniti          |
| 18 | Tiziana Veglia      | C     | 13 settembre 1992 | Italia               |
| 18 | Letizia Camera      | P     | 1º ottobre 1992   | Italia               |

## Mercato
| Acquisti | Acquisti            | Acquisti           | Acquisti   |
| R.       | Nome                | da                 | Modalità   |
| -------- | ------------------- | ------------------ | ---------- |
| C        | Jenny Barazza       | Bergamo            | definitivo |
| S/O      | Manon Flier         | Giannino Pieralisi | definitivo |
| P        | Irina Kirillova     | Dinamo Mosca       | definitivo |
| L        | Immacolata Sirressi | Santeramo          | definitivo |
| P        | Kim Staelens        | inattiva           | definitivo |
| S        | Logan Tom           | Hisamitsu Springs  | definitivo |

| Cessioni | Cessioni          | Cessioni            | Cessioni   |
| R.       | Nome              | a                   | Modalità   |
| -------- | ----------------- | ------------------- | ---------- |
| C        | Sara Anzanello    | Villa Cortese       | definitivo |
| P        | Marta Bechis      | Robur Tiboni Urbino | prestito   |
| L        | Paola Cardullo    | Villa Cortese       | definitivo |
| P        | Feng Kun          | Guangdong Hengda    | definitivo |
| S        | Gilda Lombardo    | Volta               | prestito   |
| S        | Nataša Osmokrović | Fenerbahçe          | definitivo |
| P        | Kim Staelens      | -                   | ritirata   |

## Risultati

### Serie A1

#### Girone di andata
| 1ª giornata - 18 ottobre 2009 Sporting Palace, Novara   | Asystel           | 0 - 3 | Robur Tiboni Urbino | 16-25, 26-28, 25-27               |
| 2ª giornata - 25 ottobre 2009 PalaFranzanti, Piacenza   | River             | 2 - 3 | Asystel             | 14-25, 25-23, 20-25, 25-17, 13-15 |
| 3ª giornata - 28 ottobre 2009 Sporting Palace, Novara   | Asystel           | 3 - 1 | Castellana Grotte   | 25-21, 25-20, 22-25, 25-19        |
| 4ª giornata - 1º novembre 2009 Sporting Palace, Novara  | Asystel           | 3 - 2 | Pavia               | 25-19, 21-25, 23-25, 25-22, 15-9  |
| 5ª giornata - 22 novembre 2009 PalaBorsani, Castellanza | Villa Cortese     | 3 - 2 | Asystel             | 25-21, 23-25, 25-15, 17-25, 15-13 |
| 6ª giornata - 25 novembre 2009 Sporting Palace, Novara  | Asystel           | 0 - 3 | Giannino Pieralisi  | 19-25, 18-25, 22-25               |
| 7ª giornata - 29 novembre 2009 PalaCampanara, Pesaro    | Robursport Pesaro | 3 - 1 | Asystel             | 21-25, 25-19, 25-15, 25-19        |
| 8ª giornata - 6 dicembre 2009 Sporting Palace, Novara   | Asystel           | 3 - 2 | Busto Arsizio       | 25-17, 19-25, 19-25, 29-27, 15-11 |
| 9ª giornata - 13 dicembre 2009 PalaEvangelisti, Perugia | Sirio Perugia     | 3 - 1 | Asystel             | 25-15, 25-16, 23-25, 25-18        |
| 10ª giornata - 20 dicembre 2009 Sporting Palace, Novara | Asystel           | 3 - 1 | Spes Conegliano     | 25-14, 22-25, 25-19, 27-25        |
| 11ª giornata - 27 dicembre 2009 PalaNorda, Bergamo      | Bergamo           | 1 - 3 | Asystel             | 18-25, 19-25, 25-22, 19-25        |

#### Girone di ritorno
| 12ª giornata - 10 gennaio 2010 PalaMondolce, Urbino          | Robur Tiboni Urbino | 3 - 0 | Asystel           | 25-20, 25-18, 25-19               |
| 13ª giornata - 17 gennaio 2010 Sporting Palace, Novara       | Asystel             | 3 - 1 | River             | 19-25, 25-22, 25-22, 25-23        |
| 14ª giornata - 31 gennaio 2010 PalaGrotte, Castellana Grotte | Castellana Grotte   | 0 - 3 | Asystel           | 26-28, 20-25, 23-25               |
| 15ª giornata - 7 febbraio 2010 PalaRavizza, Pavia            | Pavia               | 3 - 0 | Asystel           | 25-21, 25-17, 25-23               |
| 16ª giornata - 14 febbraio 2010 Sporting Palace, Novara      | Asystel             | 1 - 3 | Villa Cortese     | 15-25, 20-25, 25-20, 23-25        |
| 17ª giornata - 21 febbraio 2010 PalaTriccoli, Jesi           | Giannino Pieralisi  | 3 - 0 | Asystel           | 25-22, 25-20, 25-15               |
| 18ª giornata - 28 febbraio 2010 Sporting Palace, Novara      | Asystel             | 1 - 3 | Robursport Pesaro | 17-25, 25-23, 21-25, 22-25        |
| 19ª giornata - 7 marzo 2010 PalaYamamay, Busto Arsizio       | Busto Arsizio       | 3 - 1 | Asystel           | 25-22, 25-21, 15-25, 25-23        |
| 20ª giornata - 14 marzo 2010 Sporting Palace, Novara         | Asystel             | 0 - 3 | Sirio Perugia     | 23-25, 19-25, 25-27               |
| 21ª giornata - 21 marzo 2010 Zoppas Arena, Conegliano        | Spes Conegliano     | 1 - 3 | Asystel           | 21-25, 25-20, 21-25, 20-25        |
| 22ª giornata - 28 marzo 2010 Sporting Palace, Novara         | Asystel             | 2 - 3 | Bergamo           | 22-25, 25-20, 25-16, 20-25, 11-15 |

#### Play-off scudetto
| Ottavi di finale (gara 1) - 11 aprile 2010 PalaGrotte, Castellana Grotte | Castellana Grotte | 0 - 3 | Asystel           | 16-25, 29-31, 23-25               |
| Ottavi di finale (gara 2) - 14 aprile 2010 Sporting Palace, Novara       | Asystel           | 3 - 1 | Castellana Grotte | 16-25, 29-31, 23-25               |
| Quarti di finale (gara 1) - 21 aprile 2010 Sporting Palace, Novara       | Asystel           | 1 - 3 | Robursport Pesaro | 20-25, 16-25, 25-21, 14-25        |
| Quarti di finale (gara 2) - 24 aprile 2010 PalaCampanara, Pesaro         | Robursport Pesaro | 2 - 3 | Asystel           | 25-22, 23-25, 23-25, 25-23, 11-15 |
| Quarti di finale (gara 3) - 26 aprile 2010 PalaCampanara, Pesaro         | Robursport Pesaro | 3 - 0 | Asystel           | 25-16, 25-18, 25-19               |

### Coppa Italia

#### Fase ad eliminazione diretta
| Quarti di finale (andata) - 27 gennaio 2010 Sporting Palace, Novara   | Asystel       | 1 - 3 | Villa Cortese | 25-21, 16-25, 17-25, 21-25 |
| Quarti di finale (ritorno) - 3 febbraio 2010 PalaBorsani, Castellanza | Villa Cortese | 3 - 1 | Asystel       | 25-17, 21-25, 25-19, 25-17 |

### Supercoppa italiana

#### Fase ad eliminazione diretta
| Finale - 10 ottobre 2009 PalaRuffini, Torino | Robursport Pesaro | 3 - 2 | Asystel | 25-19, 28-25, 25-21, 23-25, 15-13 |

### Champions League

#### Fase a gironi
| 1ª giornata - 3 dicembre 2009 Volleyball Sport Complex, Odincovo | Zareč'e Odincovo | 2 - 3 | Asystel          | 17-25, 27-25, 20-25, 25-18, 10-15 |
| 2ª giornata - 10 dicembre 2009 Sporting Palace, Novara           | Asystel          | 3 - 0 | Metal Galați     | 25-18, 25-18, 28-26               |
| 3ª giornata - 17 dicembre 2009 Hala sportowa Muszyna, Muszyna    | Muszyna          | 3 - 0 | Asystel          | 25-15, 25-14, 25-9                |
| 4ª giornata - 6 gennaio 2010 Sporting Palace, Novara             | Asystel          | 3 - 1 | Muszyna          | 25-14, 23-25, 25-14, 25-22        |
| 5ª giornata - 13 gennaio 2010 Rapid Hall Bucaresti, Bucarest     | Metal Galați     | 0 - 3 | Asystel          | 19-25, 20-25, 18-25               |
| 6ª giornata - 19 gennaio 2010 Sporting Palace, Novara            | Asystel          | 2 - 3 | Zareč'e Odincovo | 25-20, 21-25, 19-25, 25-23, 9-15  |

#### Fase ad eliminazione diretta
| Play-off a 12 (andata) - 9 febbraio 2010 Waldemar Kawka, Dąbrowa Górnicza | Dąbrowa Górnicza | 2 - 3 | Asystel          | 22-25, 18-25, 27-25, 25-23, 13-15 |
| Play-off a 12 (ritorno) - 16 febbraio 2010 Sporting Palace, Novara        | Asystel          | 3 - 0 | Dąbrowa Górnicza | 25-18, 25-17, 25-20               |
| Play-off a 6 (andata) - 2 marzo 2010 Haldun Alagaş Spor Salonu, Istanbul  | VakıfBank        | 1 - 3 | Asystel          | 22-25, 23-25, 27-25, 16-25        |
| Play-off a 6 (ritorno) - 10 marzo 2010 Sporting Palace, Novara            | Asystel          | 3 - 0 | VakıfBank        | 25-22, 25-22, 25-23               |
| Semifinale - 3 aprile 2010 Palais des Victoires, Cannes                   | Asystel          | 1 - 3 | Bergamo          | 20-25, 25-21, 19-25, 15-25        |
| Finale 3º posto - 4 aprile 2010 Palais des Victoires, Cannes              | RC Cannes        | 3 - 0 | Asystel          | 26-24, 25-19, 25-18               |

## Statistiche

### Statistiche di squadra
| Competizione        | Punti | In casa | In casa | In casa | In trasferta | In trasferta | In trasferta | Totale | Totale | Totale |
| Competizione        | Punti | G       | V       | P       | G            | V            | P            | G      | V      | P      |
| ------------------- | ----- | ------- | ------- | ------- | ------------ | ------------ | ------------ | ------ | ------ | ------ |
| Serie A1            | 26    | 13      | 6       | 7       | 14           | 6            | 8            | 27     | 12     | 15     |
| Coppa Italia        | -     | 1       | 0       | 1       | 1            | 0            | 1            | 2      | 0      | 2      |
| Supercoppa italiana | -     | -       | -       | -       | -            | -            | -            | 1      | 0      | 1      |
| Champions League    | 10    | 5       | 4       | 1       | 5            | 4            | 1            | 12     | 8      | 4      |
| Totale              | -     | 19      | 10      | 9       | 20           | 10           | 10           | 42     | 20     | 22     |

G = partite giocate; V = partite vinte; P = partite perse

### Statistiche dei giocatori
| Giocatore     | Serie A1 | Serie A1 | Serie A1 | Serie A1 | Serie A1 | Coppa Italia | Coppa Italia | Coppa Italia | Coppa Italia | Coppa Italia | Supercoppa italiana | Supercoppa italiana | Supercoppa italiana | Supercoppa italiana | Supercoppa italiana | Champions League | Champions League | Champions League | Champions League | Champions League | Totale | Totale | Totale | Totale | Totale |
| Giocatore     | P        | PT       | AV       | MV       | BV       | P            | PT           | AV           | MV           | BV           | P                   | PT                  | AV                  | MV                  | BV                  | P                | PT               | AV               | MV               | BV               | P      | PT     | AV     | MV     | BV     |
| ------------- | -------- | -------- | -------- | -------- | -------- | ------------ | ------------ | ------------ | ------------ | ------------ | ------------------- | ------------------- | ------------------- | ------------------- | ------------------- | ---------------- | ---------------- | ---------------- | ---------------- | ---------------- | ------ | ------ | ------ | ------ | ------ |
| J. Barazza    | 26       | 210      | 132      | 70       | 8        | 2            | 16           | 14           | 2            | 0            | 1                   | 8                   | 4                   | 3                   | 1                   | ?                | 101              | 59               | 34               | 8                | 29     | 335    | 209    | 109    | 17     |
| C. Barcellini | 27       | 250      | 218      | 25       | 7        | 2            | 12           | 12           | 0            | 0            | 1                   | 16                  | 15                  | 1                   | 0                   | ?                | 100              | 94               | 9                | 7                | 30     | 378    | 339    | 35     | 14     |
| L. Camera     | 16       | 1        | 1        | 0        | 0        | 0            | 0            | 0            | 0            | 0            | 1                   | 0                   | 0                   | 0                   | 0                   | ?                | 2                | 1                | 0                | 1                | 17     | 3      | 2      | 0      | 1      |
| M. Flier      | 26       | 264      | 228      | 15       | 21       | 2            | 27           | 23           | 3            | 1            | 1                   | 22                  | 20                  | 1                   | 1                   | ?                | 139              | 116              | 15               | 8                | 29     | 452    | 387    | 34     | 31     |
| I. Kirillova  | 26       | 52       | 32       | 11       | 9        | 1            | 0            | 0            | 0            | 0            | 1                   | 3                   | 1                   | 2                   | 0                   | ?                | 22               | 12               | 2                | 8                | 28     | 77     | 45     | 15     | 17     |
| M. Kozuch     | 22       | 276      | 230      | 31       | 15       | 2            | 20           | 16           | 0            | 4            | -                   | -                   | -                   | -                   | -                   | ?                | 123              | 102              | 12               | 9                | 24     | 419    | 348    | 43     | 28     |
| C. Lapi       | 3        | 0        | 0        | 0        | 0        | 0            | 0            | 0            | 0            | 0            | 1                   | 1                   | 0                   | 1                   | 0                   | ?                | 0                | 0                | 0                | 0                | 4      | 1      | 0      | 1      | 0      |
| P. Paggi      | 27       | 191      | 115      | 68       | 8        | 2            | 17           | 8            | 9            | 0            | 1                   | 16                  | 13                  | 3                   | 0                   | ?                | 74               | 44               | 28               | 2                | 30     | 298    | 180    | 108    | 10     |
| A. Podolec    | 2        | 0        | 0        | 0        | 0        | -            | -            | -            | -            | -            | -                   | -                   | -                   | -                   | -                   | -                | -                | -                | -                | -                | 2      | 0      | 0      | 0      | 0      |
| V. Rosso      | 27       | 44       | 28       | 7        | 9        | 2            | 0            | 0            | 0            | 0            | 1                   | 0                   | 0                   | 0                   | 0                   | ?                | 38               | 23               | 7                | 8                | 30     | 82     | 51     | 14     | 17     |
| C. Scarabelli | 2        | 0        | 0        | 0        | 0        | -            | -            | -            | -            | -            | 0                   | 0                   | 0                   | 0                   | 0                   | -                | -                | -                | -                | -                | 2      | 0      | 0      | 0      | 0      |
| I. Sirressi   | 24       | -        | -        | -        | -        | 1            | -            | -            | -            | -            | 1                   | -                   | -                   | -                   | -                   | ?                | 1                | 1                | -                | -                | 26     | 1      | 1      | 0      | 0      |
| K. Staelens   | 4        | 7        | 3        | 3        | 1        | 2            | 1            | 1            | 0            | 0            | -                   | -                   | -                   | -                   | -                   | ?                | 5                | 3                | 1                | 1                | 6      | 13     | 7      | 4      | 2      |
| L. Tom        | 27       | 452      | 377      | 48       | 27       | 2            | 24           | 20           | 4            | 0            | 1                   | 21                  | 19                  | 2                   | 0                   | ?                | 167              | 140              | 14               | 13               | 30     | 664    | 556    | 68     | 40     |
| T. Veglia     | 1        | 0        | 0        | 0        | 0        | -            | -            | -            | -            | -            | -                   | -                   | -                   | -                   | -                   | -                | -                | -                | -                | -                | 1      | 0      | 0      | 0      | 0      |
| C. Zardo      | 17       | -        | -        | -        | -        | 2            | -            | -            | -            | -            | 0                   | -                   | -                   | -                   | -                   | ?                | -                | -                | -                | -                | 19     | 0      | 0      | 0      | 0      |

P = presenze; PT = punti totali; AV = attacchi vincenti; MV = muri vincenti; BV = battute vincenti